# Le Fresne-Camilly
Le Fresne-Camilly település Franciaországban, Calvados megyében. Lakosainak száma 951 fő (2022. január 1.). Le Fresne-Camilly Fontaine-Henry, Thaon, Ponts sur Seulles, Rots és Moulins-en-Bessin községekkel határos.

## Népesség
A település népességének változása:
| Lakosok száma | 434  | 685  | 696  | 815  | 784  | 850  | 900  | 933  | 949  | 951  |
|               | 1968 | 1982 | 1990 | 2006 | 2013 | 2015 | 2017 | 2019 | 2020 | 2022 |